# 洛兹尼察

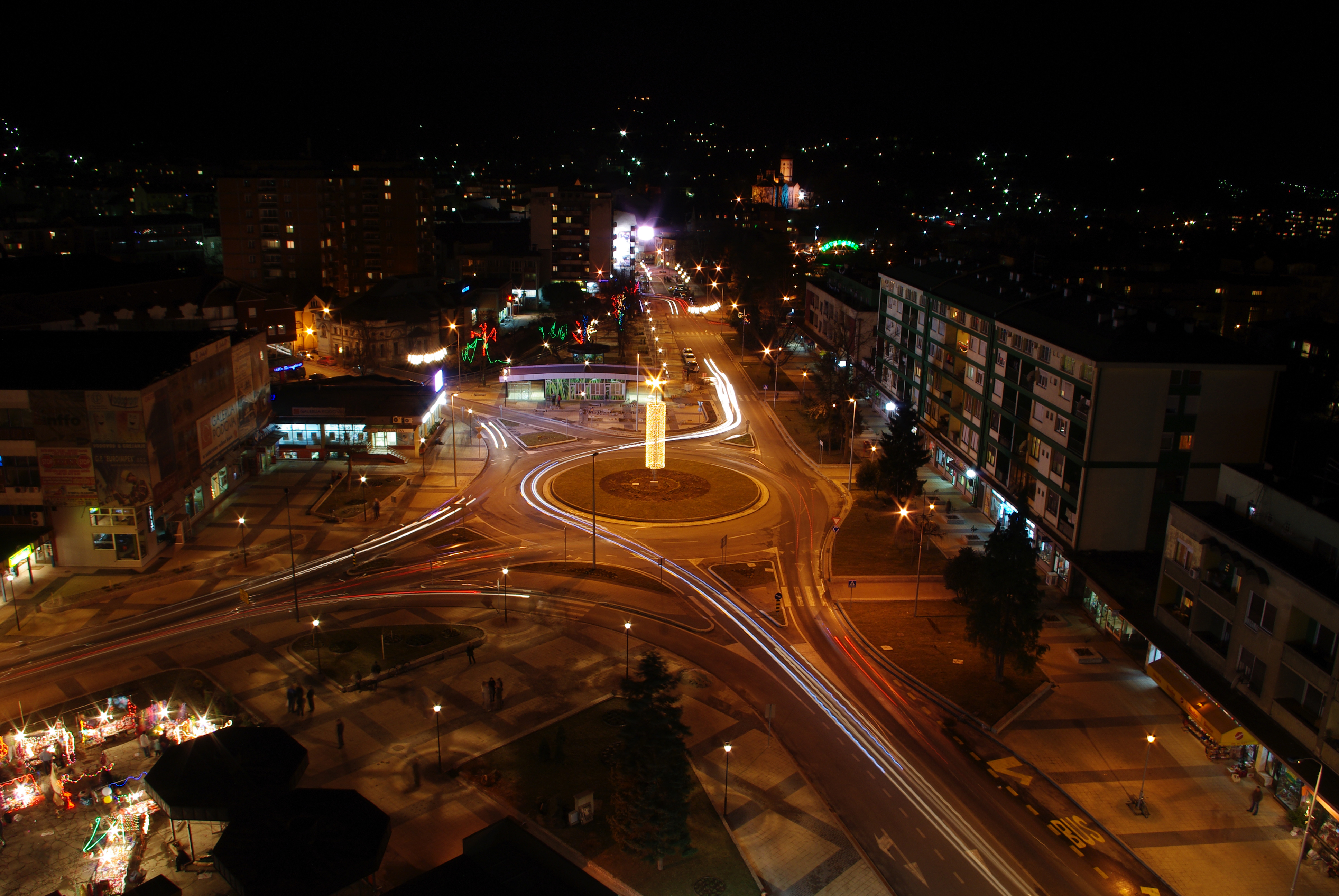
洛兹尼察

洛兹尼察（羅馬化：Loznica）是塞尔维亚马奇瓦区的城市，位于德里纳河畔，邻近波斯尼亚和黑塞哥维那边境，面积612平方公里，人口19,863人（2002年）。

## 友好城市
- 波兰普沃茨克